# Temporada 1975 del Campeonato Europeo de Fórmula Dos
La temporada 1975 del Campeonato Europeo de Fórmula Dos fue la novena edición de dicho campeonato.

## Calendario
|    | Circuito     | Fecha            | Vueltas | Distancia        | Tiempo              | Velocidad                 | Pole Position                      | Vuelta rápida                            | Ganador                            |
| -- | ------------ | ---------------- | ------- | ---------------- | ------------------- | ------------------------- | ---------------------------------- | ---------------------------------------- | ---------------------------------- |
| 1  | Estoril      | 9 de marzo       | 50      | 4.35=217.50 km   | 1'33:05.83          | 140.176 km/h              | Michel Leclère or Jacques Laffite  | Giorgio Francia                          | Jacques Laffite                    |
| 2  | Thruxton     | 31 de marzo      | 30+30   | 3.792=227.52 km  | 1'13:07.8           | 186.670 km/h              | Vittorio Brambilla Jacques Laffite | Jacques Laffite Brian Henton             | Jacques Laffite                    |
| 3  | Hockenheim   | 13 de abril      | 20+20   | 6.789=271.56 km  | 1'22:57.9           | 196.391 km/h              | Patrick Tambay                     | Jacques Laffite                          | Gérard Larrousse                   |
| 4  | Nürburgring  | 26/27 de abril   | 7+7     | 22.835=319.69 km | 1'46:24.2           | 180.271 km/h              | Jacques Laffite                    | Hans-Joachim Stuck                       | Jacques Laffite                    |
| 5  | Pau          | 11 de mayo       | 73      | 2.76=201.48 km   | 1'32:10.70          | 131.146 km/h              | Jacques Laffite                    | Jacques Laffite                          | Jacques Laffite                    |
| 6  | Hockenheim   | 8 de junio       | 20+20   | 6.789=271.56 km  | 1'22:51.2           | 196.656 km/h              | Jacques Laffite                    | Jacques Laffite Jean-Pierre Jabouille    | Jacques Laffite                    |
| 7  | Salzburgring | 15 de junio      | 55      | 4.238=233.09 km  | 1'06:23.48          | 210.651 km/h              | Michel Leclère                     | Jean-Pierre Jabouille                    | Jean-Pierre Jabouille              |
| 8  | Rouen        | 29 de junio      | 40      | 5.543=221.72 km  | 1'13:30.48          | 180.976 km/h              | Jean-Pierre Jabouille              | Jean-Pierre Jaussaud                     | Michel Leclère                     |
| 9  | Mugello      | 13 de julio      | 25+25   | 5.245=262.25 km  | 1'34:26.2           | 166.620 km/h              | Duilio Truffo                      | Duilio Truffo                            | Maurizio Flammini                  |
| 10 | Pergusa-Enna | 27 de julio      | 30+30   | 4.95=297.0 km    | 1'39:58.3           | 178.251 km/h              | Patrick Tambay                     | Michel Leclère                           | Jacques Laffite                    |
| 11 | Silverstone  | 31 de agosto     | 25+25   | 4.719=235.95 km  | 1'11:05.56          | 199.134 km/h              | Michel Leclère                     | Jacques Laffite or Jean-Pierre Jabouille | Michel Leclère                     |
| 12 | Zolder       | 14 de septiembre | 24+24   | 4.262=204.576 km | 1'12:46.82          | 168.652 km/h              | Jacques Laffite                    | Gérard Larrousse                         | Michel Leclère                     |
| 13 | Nogaro       | 28 de septiembre | 65      | 3.12=202.80 km   | 1'20:44.08          | 150.716 km/h              | Patrick Tambay                     | Jean-Pierre Jabouille                    | Patrick Tambay                     |
| 14 | Vallelunga   | 12 de octubre    | 35+35   | 3.2=224.0 km     | 1'26:08.7 1'26:48.0 | 156.016 km/h 154.839 km/h | Michel Leclère                     | Jacques Laffite                          | Vittorio Brambilla Jacques Laffite |

## Clasificación de pilotos
Por cada carrera se otorgaron puntos: 9 puntos para el ganador, 6 para el segundo lugar, 4 para el tercer lugar, 3 para el cuarto lugar, 2 para el quinto lugar y 1 para el sexto lugar. No se otorgaron puntos adicionales.
| Lugar                | Nombre                   | Equipo                   | Equipo        | Coche | EST | THR | HOC | NÜR | PAU | HOC | SAL | ROU | EMM | MUG | SIL | ZOL | NOG | VLL | Points |
| -------------------- | ------------------------ | ------------------------ | ------------- | ----- | --- | --- | --- | --- | --- | --- | --- | --- | --- | --- | --- | --- | --- | --- | ------ |
| 1                    | Jacques Laffite          | Écurie Elf               | Martini       | BMW   | 9   | 9   | -   | 9   | 9   | 9   | -   | -   | -   | 9   | -   | -   | -   | 9   | 63     |
| 2                    | Patrick Tambay           | Team March               | March         | BMW   | -   | 6   | -   | 6   | -   | -   | -   | 6   | -   | -   | 3   | 6   | 9   | -   | 36     |
|                      | Michel Leclère           | Team March               | March         | BMW   | -   | -   | -   | -   | 3   | -   | -   | 9   | -   | -   | 9   | 9   | 6   | -   | 36     |
| 4                    | Gérard Larrousse         | Équipe Elf Switzerland   | Elf-Alpine    | BMW   | -   | -   | 9   | -   | 4   | -   | -   | -   | -   | 6   |     |     |     |     | 27     |
| 4                    | Gérard Larrousse         | Équipe Elf Switzerland   | Elf-Jabouille | BMW   |     |     |     |     |     |     |     |     |     |     | 6   | -   | -   | 2   | 27     |
| 5                    | Jean-Pierre Jabouille    | Équipe Elf Switzerland   | Elf-Jabouille | BMW   | -   | 2   | -   | 3   | 6   | -   | 9   | -   | -   | -   | -   | -   | 4   | -   | 24     |
|                      | Maurizio Flammini        | Trivellato Racing        | March         | BMW   | -   | -   | -   | -   | -   | 4   | 1   | -   | 9   | -   | -   | 4   | -   | 6   | 24     |
| 7                    | Claude Bourgoignie       | Team Vaillant            | March         | BMW   | -   | -   | 2   | -   | 1   | 6   | 3   | 4   | -   | -   | -   | -   | -   | -   | 16     |
|                      | Giorgio Francia          | Osella                   | Osella        | BMW   | 3   | -   | 3   | 1   | -   | 2   | 2   | -   | -   | 3   | -   | 2   | -   | -   | 16     |
| 9                    | Alessandro Pesenti-Rossi | private entry            | March         | BMW   | -   | -   | 1   | -   | -   | -   | -   | -   | 6   | 1   | -   | -   | 2   | 4   | 14     |
| 10                   | Gabriele Serblin         | Elba Racing              | March         | BMW   | -   | -   | -   | -   | -   | -   | 4   | 1   | -   | 4   | 2   | -   | -   | -   | 11     |
| 11                   | Duilio Truffo            | Osella                   | Osella        | BMW   | 2   | 1   | -   | -   | 2   | 1   | -   | -   | 2   | 2   | -   | -   | -   | -   | 10     |
|                      | Brian Henton             | private entry            | March         | Ford  | -   | -   | 6   | -   | -   | -   | -   | -   | -   | -   |     |     |     |     | 10     |
| Wheatcroft Racing    | Brian Henton             | Wheatcroft-Pilbeam       | Ford          |       |     |     |     |     |     |     |     |     |     | 4   | -   | -   | -   |     | 10     |
| 13                   | Hans Binder              | Team Eurorace            | March         | BMW   | -   | -   | -   | -   | -   | -   | 6   | -   | -   | -   | -   |     |     |     | 9      |
| 13                   | Hans Binder              | private entry            | Chevron       | BMW   |     |     |     |     |     |     |     |     |     |     |     | 3   | -   | -   | 9      |
|                      | Giancarlo Martini        | Scuderia del Passatore   | March         | BMW   | 1   | 4   | -   | -   | -   | -   | -   | -   | -   | -   | 1   | -   | -   | 3   | 9      |
| 15                   | Loris Kessel             | Ambrosium Racing         | March         | BMW   | -   | -   | 4   | -   | -   | 3   | -   | -   | -   | -   | -   | -   | -   | -   | 7      |
| 16                   | Jo Vonlanthen            | Brissago Blauband Racing | March         | BMW   | 6   | -   | -   | -   | -   | -   | -   | -   | -   | -   | -   | -   | -   | -   | 6      |
|                      | Jean-Pierre Jaussaud     | Opert Racing             | March         | Ford  | -   | -   | -   | -   | -   | -   | -   | 3   | -   | -   | -   | -   |     |     | 6      |
| Project Three Racing | Jean-Pierre Jaussaud     | March                    | BMW           |       |     |     |     |     |     |     |     |     |     |     |     | 3   | -   |     | 6      |
| 18                   | Lamberto Leoni           | Scuderia del Passatore   | March         | BMW   | 4   | -   | -   | -   | -   | -   | -   | -   | -   | -   | -   | -   | -   | -   | 4      |
|                      | Harald Ertl              | Opert Racing             | Chevron       | BMW   | -   | -   | -   | 4   | -   | -   | -   | -   | -   | -   | -   | -   | -   | -   | 4      |
|                      | Gianfranco               | Scuderia del Passatore   | March         | BMW   | -   | -   | -   | -   | -   | -   | -   | -   | 4   | -   | -   | -   | -   | -   | 4      |
|                      | Carlo Giorgio            | Scuderia Jolly Club      | March         | Ford  | -   | -   | -   | -   | -   | -   | -   | -   | 3   | -   | -   | -   | -   | 1   | 4      |
| 22                   | Héctor Rebaque           | Opert Racing             | Chevron       | Ford  | -   | 3   | -   | -   | -   | -   | -   | -   | -   | -   | -   | -   | -   | -   | 3      |
|                      | Bernard de Dryver        | Trivellato Racing        | March         | BMW   | -   | -   | -   | -   | -   | -   | -   | 2   | 1   | -   | -   | -   | -   | -   | 3      |
| 24                   | Sandro Cinotti           | Project Three Racing     | Chevron       | BMW   | -   | -   | -   | 2   | -   | -   | -   | -   | -   | -   | -   | -   | -   | -   | 2      |
| 25                   | Ray Mallock              | Ardmore Racing           | March         | Ford  | -   | -   | -   | -   | -   | -   | -   | -   | -   | -   | -   | 1   | -   | -   | 1      |
|                      | Alberto Colombo          | Trivellato Racing        | March         | BMW   | -   | -   | -   | -   | -   | -   | -   | -   | -   | -   | -   | -   | 1   | -   | 1      |